# Nicolas-Hubert Mongault
Nicolas-Hubert Mongault (6 octobre 1674 à Paris - 11 août 1746 à Paris) est un homme d'Église et homme de lettres français.

## Biographie
Fils naturel de Gilbert Colbert, marquis de Saint-Pouange, cousin du Grand Colbert, il est oratorien, puis précepteur de Louis d'Orléans. Il fréquente le salon de Madame de Lambert et il traduit du grec une Histoire d'Hérodien (1700) et du latin les Lettres de Cicéron à Atticus (1701).
Il est élu membre de l’Académie française en 1718 et est nommé abbé de Villeneuve, au Bignon, en 1719, fonction dont il est titulaire jusqu'à sa mort.
Voltaire a dit de lui dans son Siècle de Louis XIV : « La meilleure traduction qu’on ait faite des Lettres de Cicéron est de lui. Elle est enrichie de notes judicieuses et utiles. Il avait été précepteur du fils du duc d’Orléans, régent du royaume, et mourut, dit-on, de chagrin de n’avoir pu faire auprès de son élève la même fortune que l’abbé Dubois. Il ignorait apparemment que c’est par le caractère, et non par l’esprit, que l’on fait fortune. »